# ديدييه بيزاسي
ديدييه بيزاسي (بالفرنسية: Didier Bezace)‏
```
هو 
مخرج
 
وممثل
 
فرنسي
، ولد في 10 فبراير 1946 
بباريس
 في 
فرنسا
.
[
5
]
```

## أعمال

### أفلام
- (2011) ممارسة الدولة[6]
- (2013) كي دورسي

## وصلات خارجية
- ديدييه بيزاسي على موقع IMDb (الإنجليزية)
- ديدييه بيزاسي على موقع قاعدة بيانات الأفلام العربية
- ديدييه بيزاسي على موقع ألو سيني (الفرنسية)
- ديدييه بيزاسي على موقع أول موفي (الإنجليزية)
- ديدييه بيزاسي على موقع قاعدة بيانات الأفلام السويدية (السويدية)
- ديدييه بيزاسي على موقع إن إن دي بي (الإنجليزية)
- ديدييه بيزاسي على موقع قاعدة بيانات الفيلم (الإنجليزية)
- ديدييه بيزاسي على موقع كينوبويسك (الروسية)